# Юрский, Сергей Юрьевич
Серге́й Ю́рьевич Ю́рский (16 марта 1935, Ленинград, СССР — 8 февраля 2019, Москва, Россия) — советский и российский актёр и режиссёр театра и кино, сценарист; народный артист РСФСР (1987). Лауреат премии «Золотая маска» (1998).

## Биография

#### Ранние годы
Родился 16 марта 1935 года в Ленинграде в семье Юрия Сергеевича Юрского (Жихарева, 1902—1957), который в это время работал в Госэстраде, затем в различных театрах, был художественным руководителем Московского цирка на Цветном бульваре.
Сразу после войны семья переехала в Ленинград, где отец стал руководителем Ленконцерта. Существует широко распространённое заблуждение, что Юрский — это псевдоним Сергея Юрьевича. На самом деле это псевдоним его отца — дворянина, взятый им ещё в ранней юности во время выступлений в гимназических спектаклях и являющийся простым производным от его имени — Юрий.
Мать — Евгения Михайловна Юрская (урождённая Романова, 1902—1971), из еврейской семьи, в 1920—1930-е годы работала воспитательницей и преподавателем.
Окончил среднюю школу с золотой медалью. Поступил без экзаменов на юридический факультет Ленинградского университета имени А. А. Жданова. Во время учёбы в университете участвовал в постановках Театра-студии ЛГУ под руководством актрисы и педагога Евгении Карповой. С юношеских лет был близким другом филолога Симона Маркиша.

#### Карьера
В 1955 году, после третьего курса юрфака, поступил на актёрский факультет Ленинградского театрального института имени А. Н. Островского (курс народного артиста РСФСР Леонида Макарьева). Уже после окончания второго курса, в 1957 году, был приглашён в Большой драматический театр имени М. Горького. В 1959 году окончил учебное заведение.
С середины 1960-х годов был одним из ведущих актёров товстоноговской труппы; среди лучших ролей — Чацкий «Горе от ума», Тузенбах «Три сестры», Фердыщенко «Идиот», Эзоп «Лиса и виноград» и другие. Здесь же дебютировал как режиссёр, поставив в 1974 году спектакль «Мольер» по пьесе «Кабала святош» М. А. Булгакова.
Первой крупной ролью в кино стал Чудак в фильме «Человек ниоткуда» (1961). Широкую же известность актёру принесли роли Викниксора в фильме «Республика ШКИД» (1966) и Остапа Бендера в «Золотом телёнке» (1968). Выступал как чтец с программами (в общей сложности пятнадцатью) классических и современных авторов.
В 1978 году переехал в Москву и стал актёром, а впоследствии и режиссёром Театра имени Моссовета. Одновременно играл и ставил спектакли на сцене театра «Школа современной пьесы».
Повесть «Чернов», написанная им, стала литературной основой режиссёрского дебюта в кино в 1990 году («Чернов/Chernov»). Являлся автором нескольких книг прозы и пьес, написанных под псевдонимом Игорь Вацетис. Выступал с чтецкими программами.
C 1996 года являлся членом попечительского совета Свято-Филаретовского православно-христианского института. В 2011 году стал лауреатом премии «Звезда Театрала».
С 2016 по 2019 год — член режиссёрской коллегии театра имени Моссовета.
Всего за долгие годы творческой деятельности актёр сыграл более сорока ролей в кинофильмах.

#### Общественная позиция
В 1996 и 2003 году актёр был среди деятелей культуры и науки, призвавших российские власти остановить войну в Чечне и перейти к переговорному процессу. В 2001 году подписал открытое письмо в защиту телекомпании «НТВ». В 2006 году присоединился к обращению, осуждающему принудительную депортацию граждан Грузии из России, связанные с этим случаи этнической дискриминации и общее ухудшение отношений между странами.
Выступал за освобождение Григория Пасько, Максима Резника, Светланы Бахминой, Михаила Ходорковского, Платона Лебедева, Кирилла Серебренникова, участниц группы «Pussy Riot».
В 2007 году подпись Юрского появилась под обращением к Владимиру Путину с рекомендацией покинуть свой пост по истечении второго срока и ни под каким предлогом не оставаться главой государства — «ни в статусе президента, ни в виде некоего „общенационального лидера“», однако позже актёр отрицал этот факт, предположив, что кто-то подписался его именем.
Принимал участие в массовых акциях протеста оппозиции. Неоднократно поддерживал инициативы по защите животных. Высказывался за сохранение Центрального дома актёра и петербургской клинической больницы № 31, против строительства небоскрёба «Охта-центр».
В марте 2014 года подписал обращение деятелей российской культуры против политики президента РФ В. В. Путина по отношению к Украине, назвал отношение российских властей и общества к Украине «неожиданным и ужасным проявлением национального бескультурья», осудив стремление вмешиваться в дела соседней страны. Комментируя высказывания о Крыме как «исконно русской земле», актёр сравнил их с гипотетическими претензиями жителей современных Греции и Турции на обширные территории, принадлежавшие этим странам в прошлом.
В 2015 году Министерство культуры Украины включило Юрского в так называемый «белый список» артистов, которые поддерживают территориальную целостность страны и выступают против агрессии. Сам артист прокомментировал это так: «я польщён, что я в „белом списке“. Я бывал в своей жизни в чёрных списках, в белых никогда не бывал. Собираюсь ли я ехать сейчас в Украину? Нет, не собираюсь».
В преддверии парламентских выборов 2016 года поддержал призыв к созданию коалиции между партиями «Яблоко» и «ПАРНАС» с целью спасения России «от возврата к сталинизму, от национализма и старческого имперского синдрома, от репрессий во внутренней политике, от тотального воровства и попрания права».
Отвечая на вопрос о своих взглядах в интервью 2018 года, актёр отметил, что никогда не состоял в политических движениях и указал на разницу между «оппозицией» и «позицией». По словам артиста, его позиция заключается в работе над новыми спектаклями, а свои ощущения и тревоги он стремится передать художественными средствами.

## Семья
Отец — Юрий Сергеевич Юрский (Жихарёв, 1902—1957), актёр театра, немого кино, режиссёр эстрады, театра и цирка, заслуженный артист РСФСР (1939). В 1935 году репрессирован и сослан в Саратов, реабилитирован. С 1939 по 1943 годы — художественный руководитель Ленинградского цирка, в 1943—1947 годах — художественный руководитель Московского цирка на Цветном бульваре и Главного управления цирков СССР. В 1948 году исключён из партии (восстановлен в 1953) и снят со всех постов. В 1953—1955 годах — начальник Управления театров Ленсовета, с 1955 года художественный руководитель Ленконцерта. Член жюри по эстрадным жанрам Всемирного фестиваля молодёжи и студентов в Москве (1957). Ввёл в практику парады-прологи в начале цирковых представлений. Награждён орденом «Знак почёта» (1939).
Мать — Евгения Михайловна Юрская—Романова (1902—1971), пианистка, музыкальный педагог.
Дед — Моисей Яковлевич Романов, до революции и в период НЭПа (в 1903—1929 годах) занимался мануфактурой и владел магазином по торговле бельём, жил вместе с дочерью Евгенией Михайловной Романовой (матерью Сергея Юрского) на Надеждинской улице, дом № 30 (принадлежавший ему магазин белья располагался в соседнем доме № 32 по той же улице). Умер в 1942 году в блокадном Ленинграде.
Фактическая жена (1961—1968) — Зинаида Максимовна Шарко (1929—2016), актриса, народная артистка РСФСР..
Жена (с 1970 года) — Наталья Максимовна Тенякова (1944—2025), актриса, народная артистка Российской Федерации (1994).
Дочь — Дарья Юрская (род. 1973), актриса.

#### Адреса в Москве
Жил сначала на Большой Дорогомиловской улице, затем переехал по адресу Гагаринский переулок, д. 35[значимость факта?].

#### Последние годы
В последние годы страдал сахарным диабетом.
23 декабря 2018 года был госпитализирован с рожистым воспалением. В январе 2019 года его выписали.
Утром в пятницу 8 февраля 2019 года актёр, находясь дома, почувствовал себя плохо, у него резко поднялся уровень сахара в крови до 16 ммоль/л, он впал в заторможенное состояние. К приезду скорой помощи он скончался. Причиной смерти дочь Юрского назвала остановку сердца.
Гражданская панихида прошла 11 февраля в Театре имени Моссовета. Похоронен на Троекуровском кладбище на Аллее актёров (уч. № 21).
8 февраля 2021 года на могиле актёра был установлен памятник.

## Творчество

### Театральные работы

#### Актёрские
Большой драматический театр имени М. Горького
- 1957 — «В поисках радости» В. Розова; постановка И Владимирова и Р. Сирота — Олег
- 1957 — «Достигаев и другие» М. Горького; постановка Н. Рашевской — Звонцов
- 1958 — «Синьор Марио пишет комедию» А. Николаи; постановка Г. Товстоногова — Пино
- 1961 — «Океан» А. Штейна; постановка и оформление Г. Товстоногова — Часовников
- 1961 — «Четвёртый» К. Симонова; постановка Р. Агамирзяна — Гвиччарди
- 1962 — «Горе от ума» А. Грибоедова; постановка и оформление Г. Товстоногова — Чацкий
- 1962 — «Божественная комедия» И. Штока; постановка Г. Товстоногова — Адам
- 1963 — «Варвары» А. Горького; постановка Г. Товстоногова — Дробязгин (ввод)
- 1963 — «Карьера Артуро Уи» Б. Брехта; постановка Э. Аксера — Джузепе Дживолла
- 1965 — «Я, бабушка, Илико и Илларион» Н. Думбадзе; постановка Р. Агамирзяна — Илико
- 1965 — «Три сестры» А. Чехова; постановка Г. Товстоногова — Тузенбах
- 1965 — «Римская комедия» Л. Зорина; постановка Г. Товстоногова — Дион (спектакль был запрещён)
- 1966 — «Идиот» Ф. Достоевского; постановка Г. Товстоногова — Фердыщенко
- 1966 — «…Правду! Ничего, кроме правды!!» Д. Аля; постановка Г. Товстоногова — Дефо
- 1967 — «Лиса и виноград» Г. Фигейредо; постановка Г. Товстоногова — Эзоп
- 1968 — «Цена» А. Миллера; постановка Р. Сироты — Виктор Франк
- 1969 — «Король Генрих IV» У. Шекспира; постановка и оформление Г. Товстоногова — Генрих IV
- 1969 — «Два театра» Е. Шанявского; постановка Э. Аксера — Режиссёр
- 1970 — «Беспокойная старость» Л. Рахманова; постановка Г. Товстоногова — Полежаев
- 1972 — «Ревизор» Н. Гоголя; постановка и оформление Г. Товстоногова — Осип
- 1973 — «Мольер» М. Булгакова; постановка С. Юрского — Мольер
- 1974 — «Энергичные люди» В. Шукшина; постановка Г. Товстоногова — Чернявый
- 1976 — «Фантазии Фарятьева» А. Соколовой; постановка С. Юрского — Фарятьев

Школа современной пьесы
- 1994 — «Стулья» Э. Ионеско; режиссёр С. Юрский — Левье[19]
- 2000 — «Провокация» И. Вацетиса; режиссёр С. Юрский — Малкович[19]
- 2004 — «Вечерний звон. Ужин у товарища Сталина» И. Друцэ; режиссёр С. Юрский — Сталин[19]

МХТ имени Чехова
- «После репетиции» И. Бергмана — Хенрик Фоглер
- «Женитьба» Н. Гоголя — Жевакин
- «Нули» П. Когоута — Ярослав Квапил

Театр имени Моссовета
- 1979 — «Тема с вариациями» С. Алёшина; режиссёр С. Юрский — Игорь Михайлович
- 1980 — «Правда — хорошо, а счастье лучше» А. Островского; режиссёр С. Юрский — Сила Ерофеич Грознов
- 1982 — «Похороны в Калифорнии» Р. Ибрагимбекова; режиссёр С. Юрский — Путник
- 1983 — «Гедда Габлер» Генрика Ибсена; режиссёр К. М. Гинкас — Тесман
- 1987 — «Орнифль или Сквозной ветерок» Жана Ануя; режиссёр С. Юрский — Орнифль
- 1995 — «Фома Опискин» Ф. Достоевского; режиссёр П. Хомский — Фома Опискин
- 2006 — «Предбанник» Игоря Вацетиса; режиссёр С. Юрский — Дядя Боря / Туапсинский
- 2010 — «Полонез, или Вечер абсурда» Игоря Вацетиса; режиссёр С. Юрский — Исидор Николаевич
- 2018 — «Reception» Игоря Вацетиса; режиссёр С. Юрский — Роман Плоткин

#### Режиссёрские
Большой драматический театр имени М. Горького
- 1969 — «Фиеста» по роману Э. Хемингуэя (спектакль не был выпущен)[80]
- 1974 — «Мольер» по пьесе М. А. Булгакова «Кабала святош»[19]
- 1976 — «Фантазии Фарятьева» А. Соколовой[19]

Театр имени Моссовета
- 1979 — «Тема с вариациями» С. Алёшина
- 1980 — «Правда — хорошо, а счастье лучше» А. Островского
- 1982 — «Похороны в Калифорнии» Р. Ибрагимбекова
- 1987 — «Орнифль или Сквозной ветерок» Жана Ануя
- 1997 — «Не было ни гроша, да вдруг алтын» А. Островского
- 2006 — «Предбанник» Игоря Вацетиса
- 2010 — «Полонез, или Вечер абсурда» Игоря Вацетиса
- 2018 — «Reception» Игоря Вацетиса (премьера — 18 апреля 2018)

МХАТ имени Чехова и АРТель АРТистов Сергея Юрского
- «Игроки-XXI» по пьесе Н. Гоголя «Игроки» — Глов

Школа современной пьесы и АРТель АРТистов Сергея Юрского
- 1994 — «Стулья» Э. Ионеско — Старик
- 2000 — «Провокация» — Джордж Малкович и Маэстро
- 2004 — «Вечерний звон. Ужин у товарища Сталина» И. Друцэ — Сталин

#### В других театрах и зарубежные работы
- «Железный класс» — Либеро Бокка («Арт-Партнёр XXI»)[19]
- 2013 — «Полёты с ангелом. Шагал» З. Сагалова (совместный проект театра им. Ермоловой и «Арт-Партнёр XXI»)[81][19]
- «Тема с вариациями» С. Алёшина (режиссёрская работа; Театр Хаюдза, Токио, Япония)[19]
- «Йун Габриэль Боркман» Г. Ибсена (режиссёрская работа; Театр Дора, Токио, Япония)[19]
- «Диббук» С. Ан-ского — Азриэль (Театр Bobigny, Париж, Франция)[19]
- «Les amants puerils» Ф. Кроммелинка — Барон Казу (Национальный театр, Бельгия)[19]

### Работы на телевидении

#### Актёрские
- 1960 — Госпожа министерша — доктор Нинкович
- 1963 — Кюхля по Ю. Тынянову (телеспектакль) — Вильгельм Карлович Кюхельбекер
- 1964 — Совесть не прощает — Масадык
- 1965 — Большая кошачья сказка — Сидни Холл, американский сыщик
- 1965 — Верный робот по Ст. Лему (телеспектакль ЛенТВ); режиссёр Иван Рассомахин — Робот
- 1966 — Смуглая леди сонетов — Шекспир
- 1966 — Театральные встречи БДТ в Москве — Метрдотель. Старый артист
- 1967 — Евгений Онегин — Евгений Онегин
- 1967 — Ноев ковчег — рассказчик
- 1968 — Бешеные деньги — Телятев
- 1968 — Дон Кихот ведёт бой — рассказчик
- 1968 — Кориолан (телеспектакль) — Кай Марций Кориолан
- 1968 — Принц Наполеон — Луи Наполеон
- 1969 — Правду! Ничего, кроме правды! — Даниэль Дефо (нет в титрах)
- 1969 — Смерть Вазир-Мухтара по Ю. Тынянову (телеспектакль); режиссёры Роза Сирота, Владимир Рецептер — Александр Пушкин
- 1970 — Чайка русской сцены — исполнитель и чтец
- 1970 — Где тонко, там и рвётся
- 1970 — Конец начала
- 1970 — Невский проспект — Пискарев, художник
- 1971 — Жизнь ненужного человека — Миронов, писатель
- 1973 — Хроника одной репетиции — Эзоп («Лиса и виноград»), Мольер («Мольер»)
- 1974 — Домик в Коломне — чтец
- 1974 — Ещё раз о Шерлоке Холмсе — Шерлок Холмс
- 1975 — Мишка и я — Мишка
- 1975 — Младенцы в джунглях — Джефф Питерс
- 1977 — По страницам «Голубой книги» — рассказчик
- 1980 — Тайна Эдвина Друда — мистер Дэчери
- 1981 — Дядюшкин сон — Гришка, гувернёр Афанасия Матвеевича
- 1982 — Старинный детектив — Огюст Дюпен / Слинктон
- 1983 — Али-Баба и сорок разбойников — Касым
- 1983 — Месье Ленуар, который… — Адольф
- 1986 — Театр И. С. Тургенева
- 1987 — Этот фантастический мир (выпуск тринадцатый — «Бездна») — старик
- 1989 — Картина — гость, художник
- 1992 — Игроки XXI — Глов
- 1993 — Орнифль, или Сквозной ветерок — Орнифль
- 1999 — Евгений Онегин — рассказчик
- 1999 — Фома Опискин — Фома Опискин
- 2008 — Предбанник — дядя Боря, он же Туапсинский
- 2009 — По поводу лысой певицы — капитан
- 2010 — Стулья — Он

#### Режиссёрские
- 1971 — Фиеста по роману Э. Хемингуэя в исполнении актёров БДТ и при участии М. Барышникова (телеспектакль Ленинградского телевидения)[80][19]
- 1992 — Игроки XXI (телеспектакль / комедия Н. Гоголя)[19]

### Дискография
- 1982 — Али-Баба и сорок разбойников — Касым

### Фильмография

#### Актёрские работы
- 1957 — Улица полна неожиданностей — гражданин в шляпе и с булочкой у будки регулировщика (в титрах не указан)
- 1959 — Достигаев и другие — Андрей Звонцов / Керенский
- 1959 — Повесть о молодожёнах — Данила, друг Володи
- 1961 — Человек ниоткуда — Чудак
- 1962 — Чёрная чайка — Хосе Гиельматель, снайпер-артист бродячего цирка
- 1963 — Два воскресенья — экскурсовод у памятника Грибоедову, читает монолог Чацкого (озвучивание)
- 1963 — Крепостная актриса — князь Никита Петрович Батурин, гусар (поёт Лев Морозов)
- 1965 — Время, вперёд! — Давид Маргулиес
- 1966 — Республика ШКИД — Виктор Николаевич Сорокин (Викниксор), директор школы
- 1968 — Золотой телёнок — Остап Бендер
- 1968 — Интервенция — маски (аристократ, спекулянт, дама и белогвардеец)
- 1969 — Король-олень — Тарталья
- 1973 — Сломанная подкова — Жюль Ардан
- 1974 — Выбор цели — Оппенгеймер
- 1976 — Дервиш взрывает Париж — мусье Жордан
- 1977 — В один прекрасный день (киноальманах, фильм 2-й) — актёр
- 1977 — Лев ушёл из дома — свирепый охотник / экскурсовод / сторож зоопарка
- 1978 — Дачный домик для одной семьи — директор
- 1978 — Расмус-бродяга — Лиф, вор
- 1979 — Место встречи изменить нельзя — Иван Сергеевич Груздев, врач, подозреваемый в убийстве своей бывшей жены
- 1979 — Маленькие трагедии — импровизатор
- 1980 — Тайна Эдвина Друда — Дэчери
- 1981 — 20 декабря — Сидней Рейли
- 1981 — Не бойся, я с тобой — полицейский пристав
- 1982 — Ищите женщину — мэтр Роше
- 1982 — Падение Кондора — диктатор
- 1982 — Старинный детектив — Огюст Дюпен / Слинктон
- 1984 — Выигрыш одинокого коммерсанта — Людвиг
- 1984 — Любовь и голуби — дядя Митя
- 1984 — Сказки старого волшебника — хранитель сказок
- 1985 — Созвездие любви — Эмир
- 1985 — Берега в тумане — Сидней Рейли
- 1986 — Путь к себе — Илья Сергеевич Котов, руководитель отдела НИИ, научный руководитель Крылова
- 1986 — Звездочёт — Дитц
- 1987 — Конец вечности — Гобби Финжи, вычислитель
- 1990 — Чернов/Chernov — Арнольд, маэстро
- 1991 — Ау! Ограбление поезда — профессор Лебедев, геолог
- 1991 — Дело Сухово-Кобылина — Кречинский (на французской сцене)
- 1992 — Экстрасенс — мастер
- 1993 — Дневник, найденный в горбу — профессор Апфельбаум, отец Нади
- 1993 — Пистолет с глушителем — Боб, американский шпион
- 1995 — Откровения незнакомцу — инспектор
- 1996 — Королева Марго — Рене, парфюмер королевы-матери
- 1998 — Чехов и Ко («Писатель» (2-я серия); «Пассажир 1-го класса» (10-я серия)) — старик-писатель, Крикунов, инженер
- 2000 — Блюстители порока
- 2003 — Пятый ангел — Яков Семёнович
- 2007 — Королёв — Циолковский
- 2008 — Не думай про белых обезьян — один из авторов
- 2008 — Отцы и дети — Василий Иванович, отец Базарова
- 2009 — Полторы комнаты, или Сентиментальное путешествие на родину — отец Бродского
- 2009 — Естественный отбор — Виктор Коробов, отец Ольги, бизнесмен
- 2011 — Фурцева — Борис Пастернак
- 2011 — Товарищ Сталин — Сталин

#### Режиссёрские и сценарные работы
- 1990 — Чернов/Chernov[19]

#### Озвучивание мультфильмов
- 1977 — Я к вам лечу воспоминаньем… — читает текст
- 1980 — И снова с вами я… — читает текст
- 1982 — Осень — читает текст
- 1982 — Пещера дракона — читает текст
- 1983 — Всё для всех — в сборнике «Весёлая карусель» № 15 — читает текст
- 1984 — Плюх и Плих — читает текст
- 1984 — Заячий хвостик — читает текст
- 1984 — Доктор Айболит — доктор Айболит (в 3-м фильме, в титрах не указан)
- 1985 — Про Сидорова Вову — читает текст
- 1987 — Школа изящных искусств. Пейзаж с можжевельником — стихи читает
- 1987 — Волшебные колокольчики — Мираклюс, алхимик
- 1987 — Любимое моё время — читает текст
- 1990 — Школа изящных искусств. Возвращение — стихи читает
- 2002 — Полтора кота — стихи читает / Владимир Ильич Ленин
- 2006 — Особенный — Дядя Толик
- 2014 — Облака ручной работы

#### Дублирование иностранных фильмов
- 1952 — Как важно быть серьёзным / The Importance of Being Earnest (Великобритания) — Джон Уординг (Майкл Редгрейв)
- 1965 — Большие гонки / The Great Race (США) — профессор Фэйт, принц Хапник (Джек Леммон)
- 1971 — Именем итальянского народа / In nome del popolo italiano (Италия) — Лоренсо Сантенико (Витторио Гассман)
- 1972 — Сумасшедшие на стадионе / Les fous du stade (Франция) — Жюль (Поль Пребуа)
- 1973 — Леди Каролина Лэм / Lady Caroline Lamb (Франция)
- 1980 — Игра в четыре руки / Le guignolo (Франция, Италия) — Александр Дюпре (Жан-Поль Бельмондо)
- 1990 — Толкование сновидений (Австрия, СССР) — чтец
- 2008 — Подарок Сталину (Казахстан) — чтец
- 2015 — Ян Карский. Праведник мира (Польша, Россия, США) — Ян Карский

Сергей Юрский в роли Остапа Бендера. Кадр из фильма Золотой телёнок (1968).

## Награды
Государственные награды:
- «Заслуженный артист РСФСР» (1 ноября 1967) — за заслуги в области советского искусства[82]
- «Народный артист РСФСР» (17 июля 1987) — за заслуги в области советского театрального искусства[83]
- орден Почёта (10 апреля 1995) — за заслуги перед государством, успехи, достигнутые в труде, науке, культуре, искусстве, большой вклад в укрепление дружбы и сотрудничества между народами[84]
- Медаль Пушкина (4 июня 1999) — в ознаменование 200-летия со дня рождения А. С. Пушкина, за заслуги в области культуры, просвещения, литературы и искусства[85][14]
- орден «За заслуги перед Отечеством» IV степени (31 августа 2005) — за большой вклад в развитие театрального искусства и многолетнюю творческую деятельность[86]
- орден «За заслуги перед Отечеством» III степени (14 марта 2010) — за большой вклад в развитие отечественной культуры и искусства, многолетнюю творческую деятельность[87]

Другие награды, поощрения и общественное признание:
- Премия «Кинотавр» (1991) в номинации «Главный приз» за фильм «Чернов/Chernov» (1990)[88][14]
- Царскосельская художественная премия (1996)[14]
- Золотая маска (1998) в номинации «Лучшая мужская роль» («После репетиции», МХАТ им. А. П. Чехова, Москва)[14]
- Премия президента Российской Федерации в области литературы и искусства 2002 года (13 февраля 2003)[89][14]
- Медаль имени Михаила Чехова (2008 год, Дом русского зарубежья имени Александра Солженицына)[источник не указан 35 дней]
- Премия Правительства Российской Федерации 2010 года в области культуры (17 декабря 2010) — за художественно-анимационный фильм «Полторы комнаты, или Сентиментальное путешествие на родину» (2009)[90][14]
- Ника (2011) в номинации «Честь и достоинство»[91][14]
- Лауреат премии «Звезда Театрала» в номинации «Легенды сцены» (2011)[92]
- Нагрудный знак Министерства культуры Российской Федерации «За вклад в российскую культуру» (2018)[93]

## Память
Творчеству и памяти актёра посвящены документальные фильмы и телепередачи
- «Сергей Юрский. „Командовать парадом буду я!“» («Первый канал», 2010)[94]
- «Сергей Юрский. „Я пришёл в кино как клоун“» («Первый канал», 2015)[95]
- «Сергей Юрский. „Игра в жизнь“» («Культура», 2015)[96]
- «Сергей Юрский. „Человек не отсюда“» («ТВ Центр», 2015)[97]
- «Сергей Юрский. „Против правил“» («Первый канал», 2017)[98][99]
- «Сергей Юрский. „Сегодня вечером“» («Первый канал», 2019)[100][101]
- «„Тайны кино“: лучшие роли Сергея Юрского» («Москва. Доверие», 2019)[102]
- «„Раскрывая тайны звёзд“: Сергей Юрский» («Москва 24», 2019)[103]
- «Сергей Юрский. „Седой клоун“» («Мир», 2020)[104]
- «Сергей Юрский. „Легенды кино“» («Звезда», 2020)[105]
- «„Звёзды советского экрана“: Сергей Юрский» («Москва 24», 2020)[106]
- «„Это было смешно“: От Остапа до Митяя. Сергей Юрский» («Москва 24», 2020)[107]